# Villa Candelaria
Villa Candelaria (auch: Bella Vista Candelaria) ist eine Ortschaft im Departamento Potosí im Hochland des südamerikanischen Anden-Staates Bolivien.

## Lage im Nahraum
Villa Candelaria ist drittgrößte Ortschaft des Kanton Colcha „K“ im Municipio Colcha „K“ in der Provinz Nor Lípez. Der Ort liegt am Ausgang eines schmalen Flusstales auf einer Höhe von 3724 m am Südufer des Salzsees Salar de Uyuni.

## Geographie
Villa Candelaria liegt auf dem bolivianischen Altiplano zwischen der Cordillera Occidental im Westen und der Cordillera de Lípez im Südosten. Das Klima der Region ist ein typisches Tageszeitenklima, bei dem die mittleren Temperaturschwankungen im Tagesverlauf deutlicher ausfallen als im Verlauf der Jahreszeiten.
Nennenswerter Niederschlag fällt jedoch nur in den Monaten Januar bis März (siehe Klimadiagramm Colcha „K“), die restlichen neun Monate des Jahres sind arid, der Gesamtniederschlag der Region erreicht keine 100 mm im Jahr. Die Jahresdurchschnittstemperatur liegt bei knapp 7 °C, die Monatswerte schwanken nur unwesentlich zwischen 2 °C im Juni/Juli und 9 °C von November bis März, wobei jedoch nächtliche Frostdurchgänge im ganzen Jahr möglich sind.
Gemäß der Klimaklassifikation von Köppen-Geiger ist das Klima von Villa Candelaria trocken und kalt (BWk).

## Verkehrsnetz
Colcha „K“ liegt in einer Entfernung von 356 Straßenkilometern südwestlich von Potosí, der Hauptstadt des gleichnamigen Departamentos.
Von Potosí führt die asphaltierte Nationalstraße Ruta 5 in südwestlicher Richtung 198 Kilometer bis Uyuni, von dort weiter nach Südwesten und erreicht nach 61 Kilometern die Brücke über den Río Grande de Lípez. Hinter der Brücke zweigt die Ruta 5 in nordwestlicher Richtung ab und erreicht nach 36 Kilometern die Ortschaft Río Grande an der Bahnlinie von Uyuni nach Avaroa an der chilenischen Grenze und weiter nach Antofagasta. Die Straße folgt der Bahnlinie in südwestlicher Richtung und erreicht nach weiteren 30 Kilometern Julaca. Direkt hinter Julaca zweigt eine unbefestigte Salzpiste in nordwestlicher Richtung ab und führt auf weiteren 19 Kilometern über Mañica nach Colcha „K“ und weiter über Villa Candelaria nach Chuvica.

## Bevölkerung
Die Einwohnerzahl des Ortes ist in den beiden letzten Jahrzehnten deutlich zurückgegangen:
| Jahr | Einwohner | Quelle       |
| ---- | --------- | ------------ |
| 1992 | 199       | Volkszählung |
| 2001 | 145       | Volkszählung |
| 2012 | 125       | Volkszählung |
| 2024 |           | Volkszählung |

Die Region hat einen hohen Anteil an Quechua-Bevölkerung, im Municipio Colcha „K“ sprechen 90 Prozent der Einwohner Quechua (2001).